# Промінвестбанк
ПАТ «Промінвестбанк» — акціонерний комерційний промислово-інвестиційний банк, створений у серпні 1992 року. З 2009 року був дочірнім банком російського «ВЕБ.РФ». Працював до 2019 року, остаточно ліквідований 2022 року.
За класифікацією НБУ, був одним з восьми системно важливих банків в Україні протягом 2015 року.

## Історія
Передісторія — див. Будбанк СРСР.

### Від заснування до кризи
26 серпня 1992 року було створено Український акціонерний комерційний промислово-інвестиційний банк (Промінвестбанк України) на чолі з професором Володимиром Павловичем Матвієнком. У процесі акціонування до державного бюджету спрямовані кошти, еквівалентні $1 млрд.
Подальшими роками Промінвестбанк активно кредитує реальну економіку. У 1993 році працівниками ПІБу вперше в Україні здійснена повна комп'ютеризація основних сфер банківської діяльності.
1994 створено Розрахункову палату банку.
1995 почалось впровадження пластикових технологій: випущено перші 412 внутрішніх платіжних карток.
1997 банк стає членом міжнародних платіжних систем Visa, Europay, MasterCard. За ініціативою В. П. Матвієнка створено Київський інститут банківської справи.
1998 Промінвестбанк був практично єдиним банком, що забезпечував розрахунки з Росією в період фінансової кризи. Банк перейшов на міжнародні стандарти бухгалтерського обліку.
У 2001 році обсяг капіталу, з урахуванням створених резервів, досяг 1,1 млрд грн. Вклади населення зросли за рік на 83 % й перевищили 1,2 млрд грн. Промінвестбанк призначений урядом уповноваженим банком по обслуговуванню оптового ринку електроенергії. Банк став переможцем конкурсу щодо надання послуг з виплати пенсій та грошової допомоги. Впроваджено міжнародну систему грошових переказів MoneyGram.

### Криза і перший продаж
У серпні 2007 року українські ЗМІ повідомляли про можливе недружнє поглинання Промінвестбанку. Зокрема, різко підскочив попит на акції банку при значно зрослій їх вартості, що, на думку експертів, свідчило про підготовлювану спробу змінити власника ПІБ.
Перша половина 2008 року була загалом успішною. На 30 вересня 2008 активи Промінвестбанку становили 27,6 млрд ₴, власний капітал — 3,7 млрд ₴, зобов'язання банку перед кредиторами — 23,9 млрд ₴. Чистий прибуток банку становив 510,3 млн ₴ або 8,4 відсотка прибутку, що забезпечений банківською системою України. На банківському ринку України Промінвестбанк займав 6 місце за розміром активів.

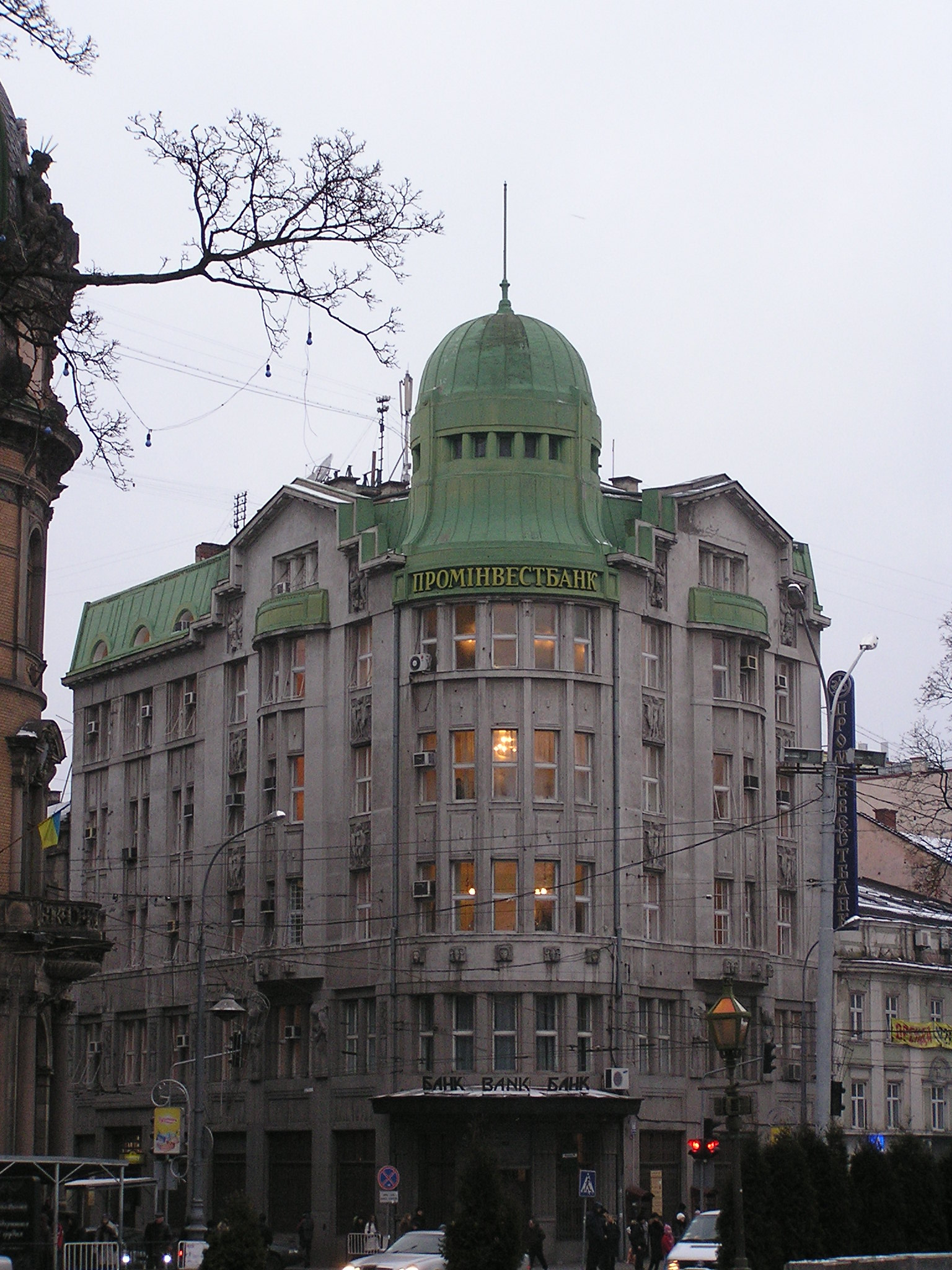
Будинок Промінвестбанку у Львові (проданий 2019)

Серпень-вересень 2008 року відзначився активною інформаційною атакою на Промінвестбанк, який завжди пишався тим, що у складі його акціонерів немає іноземних власників.
Компрометуюча інформація збурила паніку серед клієнтів банку. Тисячі вкладників (зокрема, в Донецьку та Києві) поспішили повернути свої заощадження у розмірі декількох мільярдів доларів. У підсумку, НБУ з метою захисту банку від краху і всієї вітчизняної банківської системи від потрясіння ухвалив рішення провести рефінансування ПІБ на суму 5 млрд грн.
У жовтні через різкий відтік коштів клієнтів значно знизилася ліквідність банку, тому постановою Правління Національного банку України від 7 жовтня 2008 року в банку було введено Тимчасову адміністрацію. Серед можливих інвесторів ПІБ називали главу Дельта Банку Миколу Лагуна та президента російської інвестиційно-фінансової групи «Інтелінкс» Дмитра Клюєва. Однак, угода не відбулася.
У грудні 2008 року Державна корпорація «Банк розвитку і зовнішньоекономічної діяльності (Зовнішекономбанк)» (Росія) спільно з Тимчасовою адміністрацією Промінвестбанку розробили План фінансового оздоровлення банку.
15 січня 2009 року, після перерахування на збільшення статутного капіталу банку коштів обсягом 1,1 млрд грн., Зовнішекономбанк став власником контрольного пакету акцій Промінвестбанку (75 % + 3 акції). Загальний статутний капітал банку у січні 2009 року досяг 1,3 млрд грн.
З того часу діяльність Промінвестбанку продовжувала стабілізуватися. Він увійшов до різноманітних рейтингів банківської надійності («Експерт-Рейтинг», «ТОП-100: Рішення для бізнесу», Global Finance, «Стандарт-Рейтинг», «Експерт», «Особовий рахунок»).
Під час російської інтервенції в Україну 2014—2015 рр. Промінвестбанк розповсюдив інформацію, що протягом двох десятиліть банк свідомо дистанціюється від великої політики, концентруючись на банківському бізнесі та розвиваючи економіку України. Будь-які припущення щодо участі Промінвестбанку в політичних процесах не відповідають дійсності.

### Санкції та спроби другого продажу
Збиток Промінвестбанку в 2015 році склав 18,06 млрд грн (порівняно зі збитком 5,95 млрд у 2014 році). У 2016 році, зі зміною керівника ВЕБу, було остаточно вирішено продати український актив.
У липні 2015 року Промінвестбанк як дочірня структура російського банку потрапив під санкції США.
У березні 2016 українська влада (НБУ — РНБО — Президент) запровадила санкції проти російських банків, у тому числі ПІБ. Їм заборонили виведення капіталу на користь материнських структур за межі України. Перемовини про продаж Промінвестбанку активізувалися.
Проте, найімовірніший покупець — український і російський бізнесмен Павло Фукс — не зміг погодити операцію придбання в НБУ. Після цього ЗМІ повідомили про намір ВЕБу закрити Промінвестбанк у листопаді 2018.

### Спроби остаточного продажу
Структури Ігоря Коломойського та Ощадбанк виграли в Стокгольмському арбітражі позови до Росії через анексію Криму та бажають отримати задоволення за рахунок суверенного майна Росії в Україні, яким є Промінвестбанк.
Акції ПАТ «Промінвестбанк» було стягнуто на користь компанії «Дайріс» з групи «Приват» Ігоря Коломойського і партнерів за рішенням Апеляційного суду Київської області, як власність Російської Федерації, в рахунок втрачених у Криму активів. 20 вересня 2018 року відкрите виконавче провадження.
Аукціони з продажу 99,7726 % акцій Промінвестбанку тривалий час не відбувалися через відсутність покупців та судові оскарження.
У червні 2019 ВЕБ.РФ подав позов проти України до Стокгольмського арбітражу, заявивши про непряму експропріацію Промінвестбанку, а також зажадав відшкодувати $2,7 млрд інвестицій. Арбітр задовольнив клопотання ВЕБа і заборонив проведення аукціону з продажу акцій, проте український суд не визнав цього рішення. Ґрунтуючись на цьому, Східно-Карибський Верховний суд Британських Віргінських Островів за клопотанням ВЕБу заарештував акції компанії Fishing Company SA, яка знаходиться у веденні Держрибагентства України.
У II кварталі 2019 року Промінвестбанк закрив 31 відділення. Він є лідером за порушеними нормативам НБУ. До кінця року банк припиняє обслуговування платіжних карт MasterCard та роботу з клієнтами — фізичними особами. З 10 грудня припиняється дистанційне обслуговування клієнтів через інтернет. Згодом банк закрив усі свої відділення, крім одного. Рахунки фізичних осіб закривалися до 20.07.2020 р.
Одночасно бізнесмен Володимир Продивус придбав боргові зобов'язання Промінвестбанку в російського акціонера.
4 березня 2020 пакет 99,7726 % акцій був проданий компанії Альтана Капітал, яка діяла від імені та за дорученням фінансової компанії Фортіфай на торгах фондової біржі ПФТС за 268,71 мільйона гривень.
Новий власник не отримав попередньої згоди НБУ на покупку банку, тому зміна власника може призвести до визнання банку неплатоспроможним. Угода не була завершена, оскільки суд відмовився зняти арешт з проданих акцій. Арешт знятий 27.01.2021 р., але на даний час накладений знову.
Власник ТАСкомбанку Сергій Тігіпко бажав придбати Промінвестбанк через викуп «Фортіфай», аби перевести робочі активи до свого банку, проте НБУ не погодив таку угоду.
Однак, 5 серпня 2021 апеляційний господарський суд задовольнив апеляційну скаргу державної корпорації розвитку «ВЕБ.РФ» та визнав недійсними результати аукціону з продажу акцій ПАТ «Промінвестбанк» на фондовій біржі ПФТС. Рішення обґрунтоване тим, що продаж на торгах 04.03.2020 р. було здійснено за неправомірно заниженою ціною.
Однак, рішення апеляційного суду було скасоване Верховний Судом, який остаточно відмовив російській держкорпорації ВЕБ.РФ у позові про визнання недійсними результатів аукціону з примусового продажу 99,77 % акцій Промінвестбанку. Таким чином, ВЕБ.РФ не змогла оскаржити примусовий продаж.

### Ліквідація
22 лютого 2022 року Мінфін США наклав санкції на дочірні фірми ВЕБ, у тому числі й Промінвестбанк, через визнання Росією незалежності псевдореспублік у Донецькій та Луганській областях України.
Після початку широкомасштабного російського вторгнення НБУ ухвалив рішення відкликати банківську ліцензію та ліквідувати банки, що перебувають під контролем Російської Федерації, у тому числі ПАТ «Акціонерний комерційний промислово-інвестиційний банк». Право приймати такі рішення правлінню Національного банку надала постанова від 24 лютого 2022 року «Про особливості припинення діяльності банків в умовах воєнного стану». Воно затверджене рішенням від 25 лютого 2022 року № 90-рш/БТ «Про відкликання банківської ліцензії та ліквідацію ПАТ „Акціонерний комерційний промислово-інвестиційний банк“».
9 квітня Уряд ухвалив рішення про вилучення корпоративних прав і фінансових активів виведених з ринку на початку війни МР Банку (раніше — Сбербанк) та Промінвестбанку, що є практичним втіленням Закону «Про основні засади примусового вилучення в Україні об'єктів права власності РФ та її резидентів». 11 травня видане рішення РНБО про націоналізацію корпоративних прав і фінансових активів українських «дочок» «Сбєрбанку» і «ВЕБ.РФ». Зокрема, примусово вилучені:
- 99,77 % акцій виведеного з ринку Промінвестбанку;
- права вимоги ВЕБ.РФ до Промінвестбанку на 934,9 млн грн;
- право кредитної вимоги Промінвестбанку до Укрзалізниці на 231,6 млн дол.;
- інші фінансові активи установи (у тому числі кошти на коррахунках; ОВДП; депсертифікати тощо).

Наступного дня Верховна Рада законодавчо затвердила рішення РНБО.
Починаючи з серпня 2022 року триває процедура продажу активів Промінвестбанку через публічні аукціони. Продавцем виступає Фонд гарантування вкладів фізичних осіб. Кошти, отримані від продажу активів, Фонд спрямовує на розрахунки з кредиторами банку.
Протягом 2023 року було реалізовано активів банку на 1,5 млрд грн.
Станом на 1 грудня 2024 Фонд гарантування повністю розрахувався з усіма вкладниками Промінвестбанку, які звернулись по належні їм виплати.
Протягом 2024 року ФГВФО отримав для Промінвестбанку 536,5 млн грн за рахунок реалізації активів, погашення кредитів, операцій з цінними паперами, оренди майна та з інших джерел.

## Структура власності
Станом на 18.10.2017 структура власності була наступною:
| Власник акцій                                                | Відсоток капіталу |
| Зовнішекономбанк, РФ                                         | 99.7726 %         |
| Міноритарні власники (44 юридичні і 61,4 тис. фізичних осіб) | 0.2258 %          |

Довідково: головою спостережної ради «Зовнішекономбанку» є Голова Уряду РФ.

## Найбільші боржники
Загальна сума заборгованості перед Промінвестбанком, який знаходяться в управлінні ФГВФО, складає 44,4 млрд грн. (95 % від загальної суми боргу припадає на неповернуті кредити юридичних осіб).
Найбільша сума непогашених зобов'язань, 7,4 млрд грн, обліковується у ТОВ «МРІЯ АГРОХОЛДИНГ». Ця юрособа входила до агрохолдингу «Мрія». У 2014 р. холдинг оголосив технічний дефолт, 2018-го його придбав саудівський інвестфонд SALIC.
Найбільшу суму неповернутого кредиту серед фізичних осіб у розмірі понад 839 млн грн має Анатолій Богатиренко.